# Jaime Graça
Pour les articles homonymes, voir Graça.
Jaime da Silva Graça né le 10 janvier 1942 à Setúbal et mort le 28 février 2012 à Lisbonne, est un footballeur portugais qui évoluait au poste de milieu de terrain.

## Biographie
Il a atteint les demi-finales de la Coupe du monde 1966 avec le Portugal.
Le matin du lundi 5 décembre 1966, alors qu'il se baignait dans un jacuzzi avec six autres joueurs de Benfica, le dispositif électrique est victime d'un court-circuit. Électricien de formation, alors qu'il convulse, il parvient à s'extirper du bain et à couper le courant d'alimentation se sauvant lui-même ainsi que cinq autres de ses coéquipiers de l'électrocution (Eusébio, Malta da Silva, Joaquim Santana, Domiciano Cavém et José Carmo Pais). Luciano meurt immédiatement, il était le seul complètement immergé dans le bain
Il a été finaliste de la Coupe d'Europe des clubs champions en 1968 avec Benfica.
Il est le frère d'Emídio Graça, aussi footballeur international portugais.

## Carrière
- 1962-1966 : Vitória Setubal  Portugal
- 1966-1975 : Benfica  Portugal
- 1975-1977 : Vitória Setubal  Portugal

## Palmarès
- 35 sélections et 4 buts avec l'équipe du Portugal entre 1965 et 1972
- Troisième de la Coupe du monde 66 avec le Portugal
- Finaliste de la Coupe d'Europe des clubs champions en 1968 avec le Benfica
- Champion du Portugal en 1967, 1968, 1969, 1971, 1972, 1973 et 1975 avec le Benfica
- Vainqueur de la Coupe du Portugal en 1969, 1970 et 1972 avec le Benfica